# Enzo Cilenti

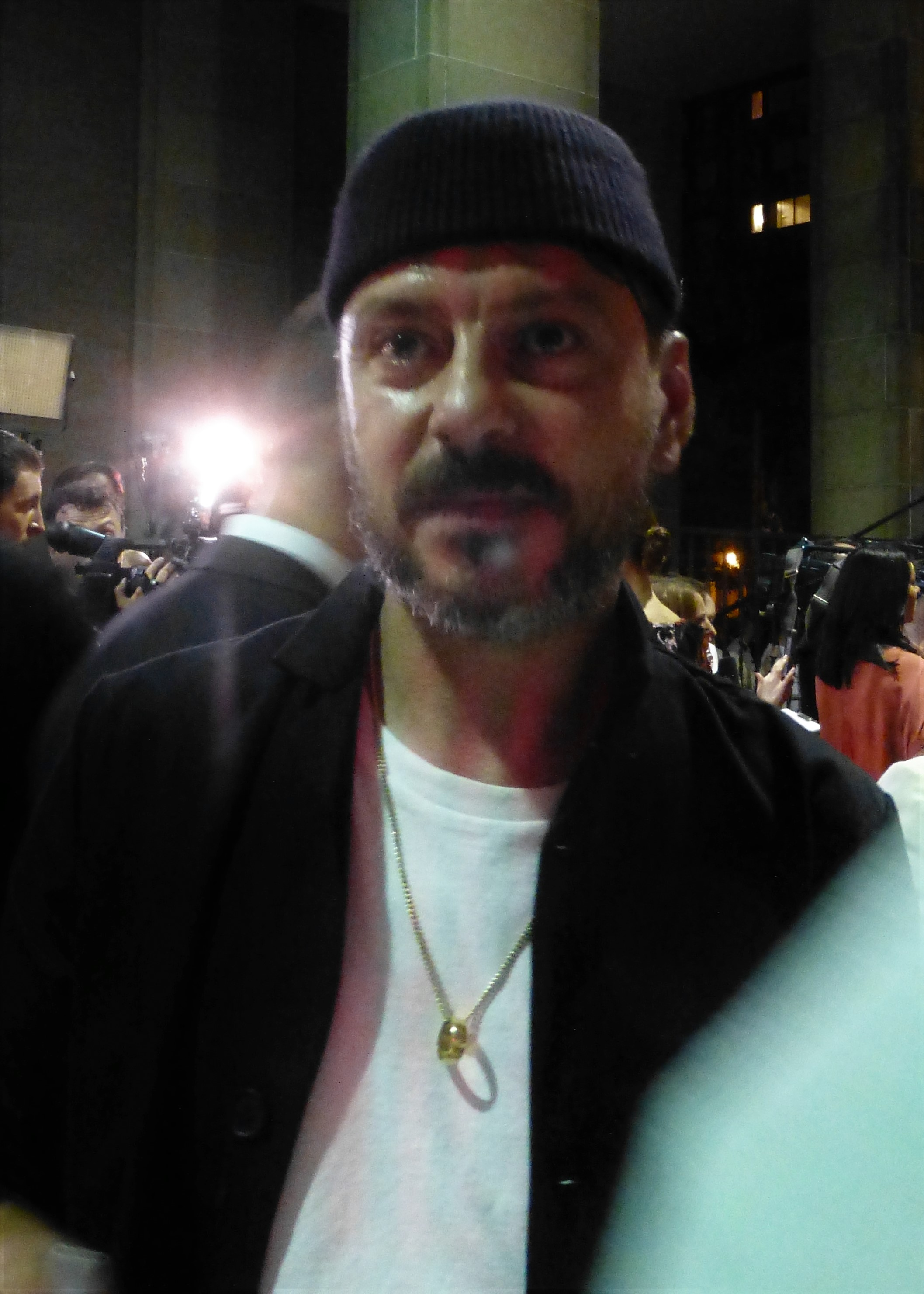
Enzo Cilenti

Enzo Cilenti (* 8. August 1974 in Bradford, England) ist ein britischer Schauspieler italienischer Abstammung.

## Leben und Karriere
Enzo Cilenti wurde in Bradford als Kind italienischer Eltern geboren. Er besuchte die Bradford Grammar School und später die University of Nottingham, wo er die Studiengänge Französisch und Spanisch erfolgreich abschloss. Später besuchte er das Drama Studio London und spielte fortan zunächst im Theater. Vor der Kamera ist er seit 1998 zu erleben.
Nach zunächst kleineren Nebenrollen, spielte er 2007 die wiederkehrende Rolle des Mamoun Sharif in der US-Serie Navy CIS. Ab 2013 war er auch in größeren Filmproduktionen zu sehen, wie Kick-Ass 2, Guardians of the Galaxy oder Die Entdeckung der Unendlichkeit. Von 2015 bis 2016 war er als Yezzan zo Quaggaz in der HBO-Serie Game of Thrones zu sehen. 
Er trat als Produzent für das Filmprojekt A Wicked Within auf, bei dem er auch eine Nebenrolle spielte. 2002 heiratete er die britische Schauspielerin Sienna Guillory, mit der er seit 2011 Zwillingstöchter hat. Sie leben in London und Los Angeles.

## Filmografie (Auswahl)
- 1998: Der Preis des Verbrechens (Fernsehserie, 2 Episoden)
- 1998: The Bill (Fernsehserie, 1 Episode)
- 2001: Late Night Shopping
- 2001: Sweet Revenge (Fernsehfilm)
- 2002: Rescue Me (Fernsehserie, Episode 1x01)
- 2003: Spooks – Im Visier des MI5 (Spooks, Fernsehserie, 4 Episoden)
- 2004: Millions
- 2005: Rom (Rome, Fernsehserie, 4 Episoden)
- 2006: The Virgin Queen (Fernsehserie, Episode 1x02)
- 2006–2007: Navy CIS (Fernsehserie, 2 Episoden)
- 2007: Next
- 2009: Kabinett außer Kontrolle (In the Loop)
- 2009: Die vierte Art  (The Forth Kind)
- 2011: Lie to Me (Fernsehserie, Episode 3x09)
- 2011: The Rum Diary
- 2012: Dr. House (House M.D., Fernsehserie, Episode 8x21)
- 2013: Kick-Ass 2
- 2014: Guardians of the Galaxy
- 2014: Die Entdeckung der Unendlichkeit (The Theory of Everything)
- 2015: Jonathan Strange & Mr Norrell (Fernsehserie, 7 Episoden)
- 2015–2016: Game of Thrones (Fernsehserie, 4 Episoden)
- 2015: Der Marsianer – Rettet Mark Watney (The Marsian)
- 2015: High-Rise
- 2015: Die Poesie des Unendlichen (The Man Who Knew Infinity)
- 2015: A Wicked Within
- 2015: Jekyll und Hyde (Fernsehserie, 8 Episoden)
- 2016: Bridget Jones’ Baby (Bridget Jones’s Baby)
- 2016: Free Fire
- 2016: Hooten & the Lady (Fernsehserie, Episode 1x02)
- 2016: Grantchester (Fernsehserie, 1 Episode)
- 2016–2017: The Last Tycoon (Fernsehserie, 9 Episoden)
- 2017: Die Macht des Bösen (The Man with the Iron Heart)
- 2018: Next of Kin (Fernsehserie, 4 Episoden)
- 2019: Les Misérables  (Miniserie)
- 2019: Luther (Fernsehserie, 4 Episoden)
- 2021: Domina (Fernsehserie)
- 2023: Heart of Stone
- 2024: The Beekeeper
- 2025: Alien: Earth (Fernsehserie, 1 Episode)